# 张涵信
张涵信（1936年1月1日—2021年10月1日），江苏沛县人，流体力学家，中国科学院院士。
张涵信1958年毕业于清华大学水利工程系，1963年从中国科学院力学研究所获研究生学位，师从著名流体力学家郭永怀。同时他还在清华大学任教。1972年起调往中国空气动力研究与发展中心，曾任研究所所长、副总工程师等职。1991年当选中国科学院数学物理学部院士。他还中国空气动力学会理事长、国家计算流体力学实验室学术委员会主任，并曾获第一届周培源力学奖。
张涵信在钝头体高超声速绕流、三维定常流动分离等方面皆有贡献，同时还建立了计算流体力学的NND差分格式（无波动、无自由参数的耗散）与高精度的ENN格式。
2021年10月1日于北京去世。